# Alfred Mondria i Virgili
Alfred Mondria i Virgili (València, 3 d'agost de 1965), llicenciat en filologia catalana, és crític literari i professor de secundària.
Com a crític literari ha col·laborat, entre altres mitjans, en el diari Avui, en la revista Caràcters, publicada per la Universitat de València i, particularment, en el suplement cultural Posdata, de Levante-EMV.
És autor del llibre Nabokov & Co. (Brosquil, 2004), que recull les crítiques literàries publicades entre 1999 i 2003. Per les pàgines d'aquesta obra apareixen alguns dels escriptors amb què més s'identifica: Joseph Roth, Saul Bellow, Stefan Zweig, Sebastian Haffner, Harold Bloom, Augusto Monterroso i, especialment, Vladimir Nabokov. Pel que fa a la literatura catalana, Mondria es defineix admirador de Gabriel Ferrater, Joan Fuster i Josep Pla.
Alfred Mondria és un crític compromès contra els totalitarismes i té un estil directe i fins i tot punyent. De fet, alguns han considerat Mondria com una de «les plomes més esmolades de València» o com «un assagista a qui tant agrada descobrir i denunciar tòpics estèrils».